# ジョイ・スプリング
「ジョイ・スプリング」（英語: Joy Spring）はクリフォード・ブラウン作曲のジャズ・スタンダード。

## 概要
クリフォード・ブラウンが1954年に書いた作品であり、同年リリースされ、後に「1950年代ハード・バップの記念碑的作品」と称されるアルバム『クリフォード・ブラウン & マックス・ローチ』 に初収録されている。
クリフォード・ブラウンは26歳で早逝しており、オリジナル曲は多くはないのだが、春の到来を喜ぶ気持ちを弾むようなリズムと旋律で表した本曲はブラウンらしさがよく出た曲と言える。
本曲の初演は上述のようにジャズ・ドラマーのマックス・ローチとの共演によるものだが、ブラウンはズート・シムズをはじめとするアメリカ西海岸の人気ジャズミュージシャンたちとの共演盤でも本曲を取り上げている。

## 代表的なカバー
ジョン・ヘンドリックスが歌詞を付け、男女混声グループのジャッキー・アンド・ロイやマンハッタン・トランスファーなどが取り上げている。
- ゲイリー・バートン『ニュー・ヴァイブ・マン・イン・タウン（英語版）』（1961年）[1]
- ジョー・パス『ヴァーチュオーゾ#2』(1976年） - ギター・ソロでミディアム・スローな演奏[1]。
- マンハッタン・トランスファー『ヴォーカリーズ』（1985年）[1]